# Thierry de Montbrial
Pour les articles homonymes, voir Montbrial.
Thierry de Montbrial, né le 3 mars 1943 à Paris, est un économiste et géopolitologue français.
Il est le président de l'Institut français des relations internationales (Ifri), cercle de réflexion qu'il a fondé en 1979. Il est membre de l'Académie des sciences morales et politiques depuis 1992. Il est aussi membre associé de nombreuses académies étrangères. Il est également le président de la World Policy Conference (WPC) qu'il a créée en 2008.  

## Biographie

### Vie personnelle
Thierry de Montbrial naît dans une famille de la bourgeoisie, originaire de Guyenne. Son père, François de Montbrial, est inspecteur général de la Banque de France. Par sa mère, il est le petit-fils de de la romancière André Corthis.
Il épouse en 1967 Marie-Christine Balling — fille de Charles Balling (X 1935), — petite-fille de Jules Aubrun, devenue ensuite productrice de cinéma (StarDance Pictures).
Thierry de Montbrial effectue ses études secondaires à l'établissement Gerson puis au lycée Janson-de-Sailly. Il est admis à l'École polytechnique, et poursuit sa scolarité à l’École nationale supérieure des mines de Paris, où il étudie sous la férule de Maurice Allais.
Il obtient un doctorat en économie à l'université de Berkeley. Sa thèse traite de la dimension temporelle dans la théorie économique de l'équilibre général, sous la direction du professeur Gérard Debreu,(Prix de la Banque de Suède en 1983).
Il est père de deux enfants, Alexandra Pilleux-de Montbrial et l'avocat Thibault de Montbrial, membre du comité stratégique du média d'extrême droite Livre noir et fondateur du think-tank CRSI financé par le milliardaire d'extrême-droite Pierre-Édouard Stérin.

### Parcours professoral
De 1973 à 2008, Thierry de Montbrial est professeur à l'École polytechnique. Il en dirige le département de sciences économiques entre 1974 et 1992. 
Il a été titulaire de la chaire « Économie appliquée et relations internationales » au Conservatoire national des arts et métiers (CNAM) de 1995 à 2008. Depuis, Thierry de Montbrial y est professeur émérite.
Il a enseigné la géopolitique à l'Institut d'études politiques de Paris lorsque cette discipline est réintroduite dans l'établissement par la réforme du directeur Alain Lancelot. Il fait alors partie de la première vague de professeurs enseignant cette discipline aux côtés de Jean-Louis Gergorin, Jean-Marie Guéhenno et Philippe Moreau Defarges.

### Parcours professionnel
En 1974, Michel Jobert, alors ministre des Affaires étrangères, le charge de mettre en place le Centre d’analyse et de prévision (CAP)  dont il est le premier directeur jusqu’en 1978, date à laquelle Jean-Louis Gergorin lui succède.
En 1976, il prend part à la création de la French-American Foundation.
En février 1978, il fait partie des membres fondateurs du Comité des intellectuels pour l'Europe des libertés.
En 1979, il crée l'Institut français des relations internationales (Ifri), classé aujourd’hui parmi les premiers cercles de réflexion au monde, qui publie le rapport annuel Ramsès (Rapport annuel mondial sur le système économique et les stratégies), et la revue Politique étrangère. 
Le 1er octobre 1992, il prend la présidence du comité éditorial de la Revue des deux mondes dont Jean Bothorel est rédacteur en chef.
En 2008, il lance la World Policy Conference (WPC), rencontre annuelle autour des questions de gouvernance mondiale réunissant des personnalités du monde politique, économique et social.  
Thierry de Montbrial a été président du Centre franco-autrichien pour le rapprochement en Europe (CFA) (1985-2015). Entre 1993 et 2001, il a été le premier président de la Fondation pour la recherche stratégique. Il a également été membre de droit du conseil du Centre d'études prospectives et d'informations internationales (CEPII). 
Membre du comité de rédaction des revues Foreign Policy et Commentaire , il contribue régulièrement dans les médias et a ainsi été éditorialiste-associé au quotidien Le Monde (2002-2010), après avoir été éditorialiste au Figaro (1989-2001).
Il siège ou a siégé au conseil de plusieurs institutions et entreprises internationales. Il a notamment été membre de l’international advisory board de Lafarge et président de celui du groupe OCP (Maroc), membre du conseil d’administration de la fondation Renault. Il a également été membre du conseil consultatif auprès du secrétaire général de l’OMC à Genève (2003-2005), et membre de la commission du Livre blanc sur la défense et la sécurité nationale 2008 à partir de 2007. Il est membre depuis 2011 du conseil d'orientation de la fondation Écologie d'avenir, conseil d’orientation présidé par Claude Allègre.
Dans le domaine académique, il est membre de l’advisory committee du Peterson Institute for International Economics, Washington, du Carnegie Moscow Center, de l’advisory council du Standford Institute for International Studies, de l’editorial board de Russia in Global Affairs à Moscou.
Il est également à l'origine de la fondation du Club de Monaco.

### Autres fonctions
Il a été élu à l’Académie des sciences morales et politiques le 29 juin 1992 au fauteuil de Louis Joxe. Il a été président de cette académie en 2001. Il est membre de l'Académie des sciences d'outre-mer (2019) et membre fondateur de l’Académie des technologies (2000).
Il est également membre de l'Academia Europaea (élu en mars 1993), de l'Académie royale des sciences, des lettres et des beaux-arts de Belgique (élu en janvier 1996), de l’Académie royale des sciences de l'ingénieur de Suède (élu en mai 1999), de l’Académie roumaine (élu en décembre 1999), de l’Académie des sciences de Russie (élu en mai 2003), de l’Académie des sciences de Moldavie (élu en janvier 2006), de l’Académie bulgare des sciences (élu en juillet 2006) et de la Real Academia de Ciencias Económicas y Financieras (es) espagnole (élu en 2008).
Il est docteur honoris causa de l’Académie roumaine pour les études économiques (1996), de l’Académie des sciences d’Azerbaïdjan (2002), de l’université Transilvania de Brașov en Roumanie (2003), de l’université Galatasaray en Turquie (2004), de l’université d'État de Moldavie à Chișinău (2005), de l’Institut d'État des relations internationales de Moscou (MGIMO) (2007), de l’université de Bucarest (2011), de l’université Alexandru Ioan Cuza de Iași en Roumanie (2014) et de l'université de Sofia (2017).
En 2017, il est candidat à l'Académie française. Il recueille 12, puis 4 voix, mais est battu par Michel Zink.

## Positions politiques
Thierry de Montbrial est libéral et atlantiste. Il rejette en revanche l'étiquette d'ultra-libéral à de nombreuses reprises. "Le libéralisme authentique, celui auquel je crois, explique-t-il en 2011, a toujours rejeté le laisser faire. Il a toujours demandé de la régulation. C’est lui qui a inventé la régulation". 
Il s'est engagé en faveur de la guerre en Irak en 2003, et appelle à un retrait de l’État dans les questions économiques au moyen de privatisations et de la réduction des effectifs de la fonction publique. 
Il a soutenu l'adoption de l'euro et milité en faveur des traités de Maastricht (1992) et de Rome (2004).
Au sortir de la crise financière de 2008, il a expliqué que "la mondialisation a(vait) des limites."

## Distinctions

### Décorations françaises
- Grand officier de la Légion d'honneur (14 juillet 2019)[35]
- Grand officier de l'ordre national du Mérite
- Commandeur de l'ordre des Palmes académiques
  - officier en 2002[36]
- Commandeur de l'ordre du Mérite agricole
- Commandeur de l'ordre des Arts et des Lettres (2023)[37] ; officier en 2016[38]

### Décorations étrangères
- Commandeur de l'ordre du Mérite de la République fédérale d'Allemagne
- Commandeur d'or de l'ordre du Mérite autrichien
- Officier de l'ordre de la Couronne (Belgique)
- Commandeur de l'ordre national de la Croix du Sud (Brésil)
- Commandeur avec étoile de l'ordre du Mérite de la République de Pologne
- Grand officier de l'ordre de l'Étoile de Roumanie
- Commandeur de l'ordre du Mérite de la République italienne‎ (2012)[39]

### Prix
- 2003 : grand prix de la Société de géographie pour l'ensemble de son œuvre.

## Publications
- Économie théorique, Paris, PUF, 1971.
- Essais d'économie parétienne, Paris, CNRS, 1974.
- Le désordre économique mondial, Paris, Calmann-Lévy, 1974.
- L'énergie : le compte à rebours, Paris, J.-C. Lattès, 1978.
- La revanche de l'Histoire, Paris, Julliard, 1985.
- Marchés, capital et incertitude. Essais en l'honneur de Maurice Allais (codir. avec Marcel Boiteux et Bertrand Munier), Paris, Economica, 1986
- La science économique ou La stratégie des rapports de l'homme vis-à-vis des ressources rares : méthodes et modèles, Paris, PUF, 1988.
- Que faire ? : les grandes manœuvres du monde, Paris, La Manufacture, 1990.
- Mémoire du temps présent, Paris, Flammarion, 1996, couronné par le prix des Ambassadeurs.
- Introduction à l’économie, Paris, Dunod, 1999, 4° éd., 2009.
- Pour combattre les pensées uniques, Paris, Flammarion, 2000.
- Dictionnaire de stratégie (codirecteur avec Jean Klein), Paris, PUF, 2000.
- La France du nouveau siècle (dir.), Paris, PUF, 2002.
- L'action et le système du monde, Paris, PUF, 2002; 4° édition,  coll. « Quadrige », Paris, PUF, 2011, couronné par le prix Georges-Pompidou en 2002. Traduit en anglais, Action and Reaction in the World System, The Dynamics of Economic and Political Power, Vancouver, UBC Press, 2013, et en roumain, russe, serbe, chinois, bulgare et polonais
- Réformes-révolutions : le cas de la France (dir.), Paris, PUF, 2003.
- Quinze ans qui bouleversèrent le monde, Paris, Dunod, 2003.
- Pratiques de la négociation (dir., avec Sabine Jansen), Bruxelles, Bruylant/LGDG, 2004.
- La guerre et la diversité du monde, Paris, L'Aube-Le Monde, 2004.
- L’Identité de la France et l’Europe, (dir. avec Sabine Jansen), Fondation Singer Polignac, Bruxelles, Bruylant, 2005.
- Géographie politique, Paris, PUF, 2006, coll. "Que sais-je ?".
- Il est nécessaire d'espérer pour entreprendre, Paris, Édition des Syrtes, 2006.
- Violence : de la psychologie à la politique, (dir. avec Sabine Jansen), Fondation Singer Polignac, Bruxelles, Bruylant, 2007.
- Vingt ans qui bouleversèrent le monde, Paris, Dunod, 2008.
- Journal de Russie, 1977-2011, 2012. Traduction en russe, Aspect Press Ltd, 2019
- Journal de Roumanie, Bucarest, Editions RAO, édition bilingue en français et en roumain, 2012.
- Une goutte d'eau et l'océan. Journal d'une quête de sens, Paris, Albin Michel, 2015.
- La pensée et l’action, Académie roumaine, Fondation Nationale pour la Science et les Arts, Bucarest, 2015
- Notre intérêt national (dir. avec Thomas Gomart), Paris, Odile Jacob, 2017.
- Vivre le temps des troubles, Albin Michel, 2017. Traduction en anglais Living in Troubled Times, a New Political Era, World Scientific, 2018 et en bulgare, édition Académie bulgare des Sciences, mai 2019.
- Histoire de mon temps, Académie roumaine, Fondation nationale pour la science et les arts, Bucarest, 2018
- L'ère des affrontements. Les grands tournants géopolitiques, Dunod, 2025